# Корчиц, Евгений Витольдович
Евгений Витольдович Корчиц (бел. Яўгеній Вітольдавіч Корчыц; 1880—1950) — белорусский советский учёный, член-корреспондент Академии наук БССР, заслуженный деятель науки БССР.

## Биография

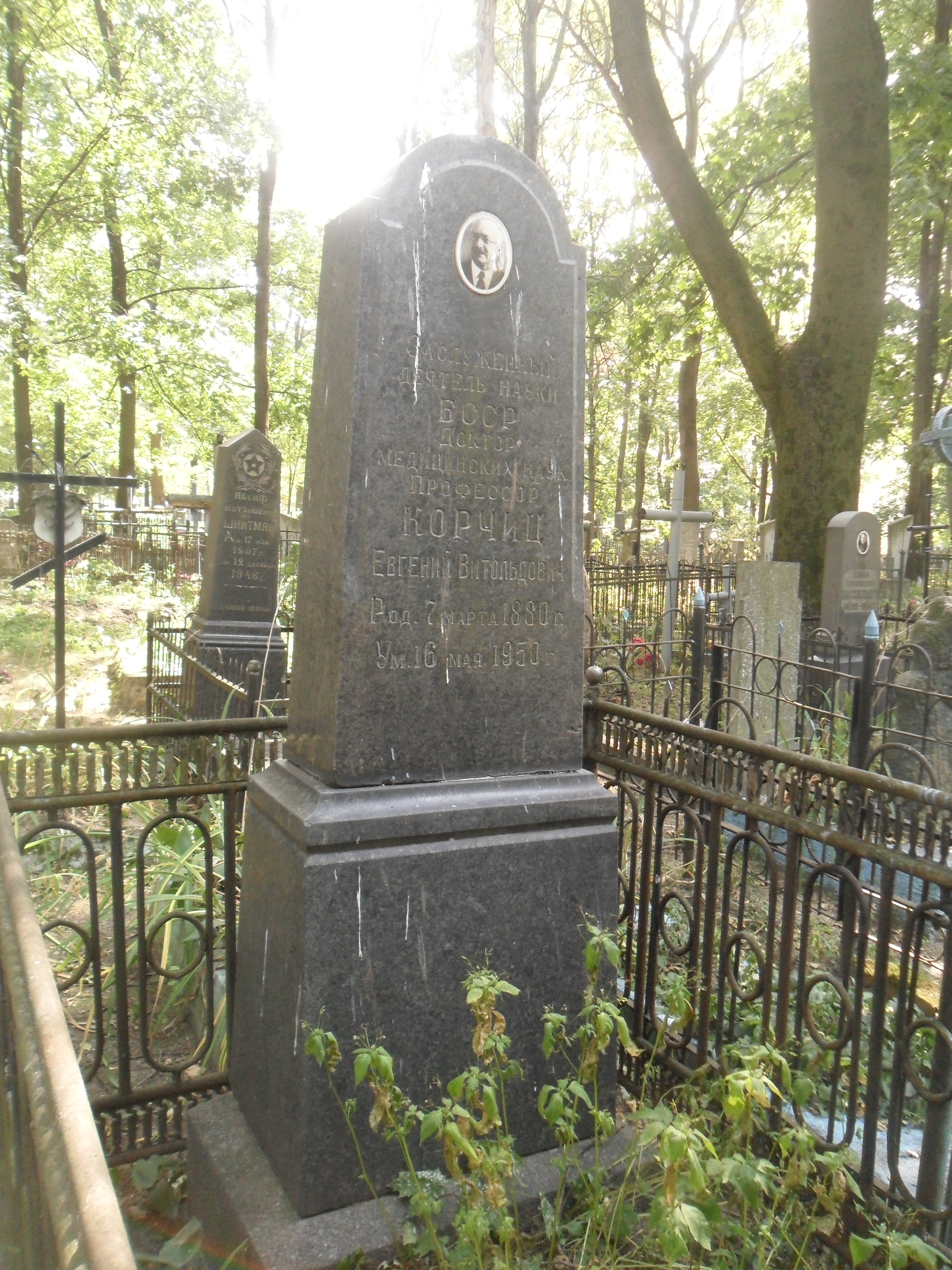
Могила Корчица на Военном кладбище Минска.

Евгений Корчиц родился 29 марта 1880 года в Ташкенте. В 1904 году он окончил Петербургский, а в 1910 году — Московский университет, после чего работал земским врачом. Участвовал в Первой мировой и Гражданской войнах, будучи хирургом в военных госпиталях.
С 1922 года Корчиц преподавал в Петроградском медицинском институте. В 1926 году переехал в Белорусскую ССР, преподавал сначала на медицинском факультете Белорусского государственного университета, затем в Минском государственном медицинском институте, заведовал рядом его кафедр. В 1927 году Корчиц защитил докторскую диссертацию, в 1929 году был утверждён в должности профессора. С 1936 по 1947 годы руководил научным обществом хирургов Белорусской ССР. В 1939 году Корчицу было присвоено звание заслуженного деятеля науки Белорусской ССР.
В начале Великой Отечественной войны Корчиц был отправлен в эвакуацию в Ташкент, заведовал хирургической кафедрой Ташкентского института усовершенствования врачей. После освобождения Минска вернулся к работе в Минском государственном медицинском институте, заведовал кафедрой госпитальной хирургии, был старшим научным сотрудником Института теоретической и клинической медицины Академии наук Белорусской ССР. В 1947 году Корчиц был избран членом-корреспондентом Академии наук Белорусской ССР.
Корчиц впервые в истории Белоруссии провёл операцию на человеческом сердце. Являлся одним из создателей онкологической службы республики, создал первые в ней онкологический диспансер и противозобную станцию. Являлся автором большого количества научных работ в области хирургии.
Был награждён двумя орденами Трудового Красного Знамени и рядом медалей.